# Хосино, Кацура
Кацура Хосино (яп. 星野 桂 Хосино Кацура, род. 21 апреля 1980) — мангака родом из префектуры Сига. Дебютировала в июле 2003, опубликовав свою первую серию манги Continue, и стала известной благодаря работе D.Gray-man, которая начала выпускаться в журнале Weekly Shonen Jump в мае 2004 года.
Известно, что у Хосино есть старшие сёстры-близнецы, которые часто её навещают, а также младший брат. Чтобы радовать свою сестру, она рисует мангу каждый день, она также любила рисовать себя.

## Работы

### Публикации
- Zone (2002)[1]
- Continue (2003)[2]
- D.Gray-man (2004-настоящее время)[3]
- D.Gray-man Reverse 1: Clergyman's Departure (яп. D.Gray-man reverse1 旅立ちの聖職者) (2005)[4]
- D.Gray-man Reverse 2: The 49th Name (яп. D.Gray-man reverse2 四十九番目の名前) (2006)[5]
- D.Gray-man Official Fanbook: Gray Ark (яп. D.Gray-man 公式ファンブック 灰色ノ聖櫃) (2008)[6]
- D.Gray-man Illustrations Noche (яп. D.Gray-man イラスト集｢Noche(ノーチェ)｣) (2010)[7]
- D.Gray-man Reverse 3: Lost Fragment of Snow (2011)[8]
- D.Gray-man Character Workbook CharaGray! (яп. D．Gray－manキャラクターランキングブック キャラグレ！) (2011)[9]
- Kaiten!! (яп. カイテン!!) (2011)[10]
- Demon King (2013)[11]
- D.Gray-man Official Fan Book — Gray Log (Gray’s Memory) 2017.[12]

### Аниме
- Valvrave the Liberator (2013) — дизайнер персонажей